# Чандэ
Чандэ (кит. упр. 常德, пиньинь Chángdé) — городской округ в провинции Хунань КНР.

## История
Со времён империи Суй (с конца VI века) северная половина этой территории входила в административные образования, власти которых размещались у реки Лишуй, южная — административные образования, власти которых размещались в уезде Улин. После монгольского завоевания и образования империи Юань в северной части этой территории был образован Личжоуский регион (澧州路), в южной — Чандэский регион (常德路). После свержения власти монголов и образования империи Мин регионы были в середине XIV века переименованы в «управы». В 1376 году Личжоуская управа была понижена в статусе до области и подчинена властям Юэчжоуской управы (岳州府). Во времена империи Цин Личжоуская область была в 1729 году подчинена напрямую властям провинции, став Личжоуской непосредственно управляемой областью (澧州直隶州), а на стыке уезда Шимэнь и территории, напрямую подчинённой властям Личжоуской области был создан уезд Аньфу (安福县).
После Синьхайской революции в Китае была проведена реформа структуры административного деления, в ходе которой управы и области были упразднены, поэтому в 1913 году Чандэская управа и Личжоуская непосредственно управляемая область были расформированы, территория, ранее напрямую подчинявшаяся областным властям, была преобразована в уезд Лисянь, а уезд Улин был переименован в Чандэ (常德县). Так как выяснилось, что в провинции Цзянси тоже имеется уезд с названием Аньфу, в 1914 году уезд Аньфу был переименован в Линьли.
После образования КНР в 1949 году был создан Специальный район Чанфэн (常沣专区), состоящий из 9 уездов; власти Специального района разместились в уезде Чандэ (常德县). 29 августа 1950 года Специальный район Чанфэн был переименован в Специальный район Чандэ (常德专区). 19 октября 1950 года урбанизированная часть уезда Чандэ была выделена в город Чандэ, а урбанизированная часть уезда Лисянь — в город Цзиньши.
2 сентября 1952 года город Цзиньши был вновь присоединён к уезду Лисянь. 13 ноября 1952 года был расформирован Специальный район Иян (益阳专区), и уезды Иян, Таоцзян, Аньхуа, Юаньцзян, Ханьшоу и город Иян перешли в состав Специального района Чандэ. 2 сентября 1953 года город Цзиньши был вновь выделен из уезда Лисянь; города Чандэ, Цзиньши и Иян стали городами провинциального подчинения.
В июле 1961 года города Чандэ, Цзиньши и Иян были возвращены под юрисдикцию Специального района Чандэ. В декабре 1962 года Специальный район Иян был воссоздан, в его состав вошли город Иян и уезды Наньсянь, Таоцзян, Юаньцзян, Хуажун, Иян, Нинсян и Аньхуа.
20 мая 1963 года город Цзиньши был опять присоединён к уезду Лисянь. В 1970 году Специальный район Чандэ был переименован в Округ Чандэ (常德地区). 19 декабря 1979 года городской уезд Цзиньши был вновь выделен из уезда Лисянь.
Постановлением Госсовета КНР от 23 января 1988 года были расформированы округ Чандэ, город Чандэ и уезд Чандэ, и образован городской округ Чандэ; на территории бывшего города Чандэ и части уезда Чандэ был создан район Улин, на остальной территории бывшего уезда Чандэ был создан район Динчэн.
18 мая 1988 года уезд Цыли был передан в состав новообразованного городского округа Даюн.

## Административно-территориальное деление
Городской округ Чандэ делится на 2 района, 1 городской уезд, 6 уездов:
| Карта                                                           | Карта    | Карта     | Карта        | Карта            | Карта         |
| --------------------------------------------------------------- | -------- | --------- | ------------ | ---------------- | ------------- |
| Улин Динчэн Аньсян Ханьшоу Лисянь Линьли Таоюань Шимэнь Цзиньши |          |           |              |                  |               |
| Статус                                                          | Название | Иероглифы | Пиньинь      | Население (2010) | Площадь (км²) |
| Район                                                           | Улин     | 武陵区    | Wǔlíng qū    |                  |               |
| Район                                                           | Динчэн   | 鼎城区    | Dǐngchéng qū |                  |               |
| Городской уезд                                                  | Цзиньши  | 津市市    | Jīnshì shì   |                  |               |
| Уезд                                                            | Аньсян   | 安乡县    | Ānxiāng xiàn |                  |               |
| Уезд                                                            | Ханьшоу  | 汉寿县    | Hànshòu xiàn |                  |               |
| Уезд                                                            | Лисянь   | 澧县      | Lǐ xiàn      |                  |               |
| Уезд                                                            | Линьли   | 临澧县    | Línlǐ xiàn   |                  |               |
| Уезд                                                            | Таоюань  | 桃源县    | Táoyuán xiàn |                  |               |
| Уезд                                                            | Шимэнь   | 石门县    | Shímén xiàn  |                  |               |

## Экономика
В Чандэ расположены нефтехимический комбинат Sinopec Baling Petrochemical, сигаретная фабрика China Tobacco Hunan Industrial. Также в округе развиты сельское и лесное хозяйство (рис, хлопок, древесина, лекарственные травы), пищевая промышленность (тунговое масло), производство керамики, станков, текстиля, кожи и щетины, деревообработка.

## Транспорт
Развито речное судоходство (перевозка зерна, хлопка, растительного масла и древесины). Ведётся строительство скоростной железной дороги Чандэ — Иян — Чанша протяжённостью 157 км.

## Города-побратимы
- Хигасиоми, Япония (1994)
- Ипсуич, Австралия (2011)